# Tomorrow Never Dies (videogioco)
Tomorrow Never Dies (conosciuto anche come 007: Tomorrow Never Dies) è uno sparatutto in terza persona basato sulla trama del film Agente 007 - Il domani non muore mai. Sviluppato da Black Ops Entertainment e distribuito da Electronic Arts, è stato pubblicato il 16 novembre 1999 esclusivamente su PlayStation. Si tratta del primo titolo della serie di videogiochi su James Bond distribuito sotto licenza da EA.

## Trama
James Bond è incaricato di fermare il diabolico piano del megalomane Elliot Carver, intenzionato a far scoppiare la terza guerra mondiale.

## Personaggi
- James Bond, agente segreto 007.
- Wai Lin, agente dei servizi segreti cinesi.
- Elliot Carver, magnate dei media.
- Paris Carver, moglie di Elliot ed ex amante di Bond.

## Modalità di gioco
Tomorrow Never Dies si stacca dal gameplay che ha reso un successo GoldenEye 007, scegliendo di fare uno sparatutto in terza persona e lasciando da parte la modalità multiplayer. È il primo dei tre giochi della saga di James Bond che permette il controllo di un personaggio diverso dallo stesso James Bond.

## Accoglienza
Il gioco è stato accolto con giudizi positivi.